# Univerza v Dubrovniku
Univerza v Dubrovniku (izvirno hrvaško Sveučilište u Dubrovniku, latinsko Universitas Studiorum Ragusina) je univerza v Dubrovniku na Hrvaškem. Ustanovljena je bila leta 2003.
Trenutni rektor je prof. dr. Mateo Milković.

## Rektorji
Glejte glavni članek Seznam rektorjev Univerze v Dubrovniku.

## Oddelki
- Oddelek za akvakulturo
- Oddelek za elektrotehniko in informacijsko tehnologijo
- Oddelek za ekonomijo in poslovno ekonomijo
- Inženirski oddelek
- Pomorski oddelek
- Oddelek za množične medije
- Oddelek za umetnosti in restavtratorstvo